# Firefist
Firefist, il cui vero nome è Russell "Rusty" Collins, è un personaggio immaginario dell'universo Marvel Comics, uno dei numerosi X-Men.

## Storia editoriale
Creato da Bob Layton e Jackson Guice, Rusty Collins è apparso per la prima volta in X-Factor #1 (febbraio 1986).

## Biografia del personaggio
Rusty Collins è nato a Tulsa, Oklahoma. Cresciuto da suo zio, Rusty si arruola nella Marina degli Stati Uniti all'età di sedici anni. Il suo potere mutante, generazione di fuoco, si manifesta violentemente, bruciando una donna. Rusty viene arrestato, ma quando una guardia carceraria lo minaccia scherzosamente di danni mortali, scoppia di nuovo in fiamme e fugge.
X-Factor viene avvisato e viene in aiuto di Rusty, aiutandolo a controllare i suoi poteri. Va a vivere con i  X-Factor, che sta lentamente radunando una piccola squadra di reparti mutanti. Rusty stringe una relazione con Skids, una ex Morlock.
Per un certo periodo, vivono tutti su Ship, un essere senziente sotto forma di una lunga astronave rettangolare che sovrastava tutti gli altri grattacieli di Manhattan. Rusty e gli X-Terminator aiutano X-Factor quando una vecchia trappola esplosiva si attiva, minacciando il cervello di Ship con una bomba gigantesca. Alla fine, la bomba esplode innocua molto al di sopra di Manhattan.

### Inferno
Durante la storia "Inferno" del 1989, Skids e gli altri reparti, prendendo il nome di X-Terminators, il nome che i loro mentori usavano quando viaggiavano nelle loro sembianze mutanti, si unirono ai Nuovi Mutanti per aiutare a salvare i bambini mutanti da N'astirh, che li stava usando per aiutare a mantenere aperto un portale per il Limbo. Lo stesso Rusty era tornato in custodia alla Marina, ma va volentieri con il gruppo quando si rende conto che i suoi amici più giovani, Leech e Artie Maddicks sono stati catturati da forze demoniache. Alla fine di Inferno, con Artie, Leech e i bambini rapiti ancora più giovani coinvolti salvati dai demoni, Rusty si unisce ai Nuovi Mutanti, insieme a Skids, Rictor e Boom.
Rusty e Skids aiutano quando Danielle Moonstar, membro di lunga data dei Nuovi Mutanti, perde il controllo dei suoi poteri mistici. Durante l'incidente sono separati dal resto del gruppo. La Freedom Force di Mystica li attacca a Liberty Island. Parte di questo conflitto coinvolge il destino finale dei bambini che Rusty ha aiutato a salvare; crede che la Freedom Force li abbia ingiustamente presi in custodia.
A causa di uno scontro con Nitro e Avvoltoio, Rusty viene riportato nel mirino della Freedom Force. Mentre tentava di fuggire, fu gravemente ferito da Blob. Mentre si riprendeva in ospedale, lui e Skids furono contattati dai membri del Fronte di Liberazione dei Mutanti. Con i soldati che aprivano il fuoco su di loro, sentivano che non c'era altra scelta che unirsi a loro.

### Lavaggio del cervello
Poco dopo, Rusty e Skids subirono il lavaggio del cervello da parte di Stryfe facendogli diventare due dei suoi soldati. Durante questo, Rusty fa parte di una squadra d'attacco MLF inviata in un museo per rubare un antico manufatto. Cable, l'uomo che ha preso il controllo dei Nuovi Mutanti subito dopo la partenza di Rusty, è lì. Cable uccide il membro MLF Sumo. Tenta di uccidere il resto del gruppo, ma ne prende solo due al braccio, incluso Rusty.
A causa del lavaggio del cervello, Rusty non si fece scrupoli ad attaccare l'ex compagno di squadra Cannonball durante la storia di X-Cutioner's Song. Alla fine di questa storia, il Fronte di Liberazione Mutante viene consegnato alle autorità.
Poco dopo, Rusty e Skids furono rapiti dagli Amici dell'Umanità. Durante il trasporto, X-Force (la squadra creata dagli ex membri dei Nuovi Mutanti), li salvò. Tornando alla loro base, X-Force fu presto affrontata da Exodus. Stava invitando i Nuovi Mutanti originali Cannonball e Sunspot ad Avalon, un "rifugio sicuro" per mutanti selezionati. Cannonball si rifiutò di andarsene a meno che non fossero stati invitati anche tutti gli ex Nuovi Mutanti presenti (Boom Boom, Rictor, Rusty e Skids). Mentre Exodus si lamentava del fatto che Rusty e Skids fossero stati "danneggiati" a causa del loro lavaggio del cervello, alla fine acconsentì.
All'arrivo ad Avalon, i mutanti furono portati dal "Salvatore" (in realtà Magneto), che usò i suoi poteri per annullare il lavaggio del cervello fatto a Rusty e Skids. Quando X-Force arrivò per salvare i loro amici, Rusty e Skids decisero che sarebbero rimasti con Magneto, sentendo che gli dovevano. Fatto questo, si unirono agli Accoliti.
Quando un corpo mutante appartenente all'Olocausto, un "sopravvissuto" dell'Era dell'Apocalisse, fu scoperto fluttuare nello spazio vicino ad Avalon, fu portato a bordo. Mentre era di guardia a sorvegliare il corpo congelato, la forza vitale di Rusty fu prosciugata dall'Olocausto, uccidendolo.

### Ritorno
Rusty viene resuscitato per mezzo del Transmode Virus per servire come parte dell'esercito di mutanti deceduti di Selene. Sotto il controllo di Selene ed Eli Bard, prende parte all'assalto alla nazione mutante di Utopia.
Rusty è stato recentemente resuscitato attraverso i protocolli di resurrezione di Krakoa.

## Poteri e abilità
Rusty Collins è un mutante con l'abilità psionica della pirocinesi. Può controllare e manipolare il fuoco, così come trasformare parte o tutto il suo corpo in fiamme. È immune agli effetti che il fuoco avrebbe normalmente sul suo corpo.

## Altri media

### Cinema
Firefist (interpretato da Julian Dennison da giovane e da Sala Baker da adulto) è comparso come antagonista principale nel film Deadpool 2 (2018). In questa versione del personaggio è un giovane mutante quattordicenne che è stato torturato alla Essex School insieme ad altri bambini mutanti. Dopo aver ucciso il suo principale aguzzino, il preside della scuola della Essex Corporation, rimase affascinato dall'omicidio e uccise la famiglia di Cable in futuro. Quando Cable viaggia indietro nel tempo per uccidere un giovane Russell ed evitare la morte della sua famiglia, Deadpool è incaricato di proteggere il ragazzo e assicurarsi che non diventi uno spietato assassino.

### Televisione
- Compare nell'episodio Solitudine della quinta stagione della serie animata Insuperabili X-Men, dove è doppiato in italiano da Anna Bonel. Questa versione è un orfano che vive in Nebraska che ha difficoltà a controllare i suoi poteri pirocinetici fino a quando un mutante telepatico di nome Killgrave si offre di aiutarlo. Dopo averlo adottato, Killgrave tenta di usare Rusty, tra gli altri mutanti, per diventare governatore del Nebraska. Tuttavia, il suo piano viene sventato dal Ciclope, che strappa Rusty e gli altri dall'ipnotico lavaggio del cervello di Killgrave.